# Eiji Okada
Eiji Okada (Chiba, 13 giugno 1920 – Tokyo, 14 settembre 1995) è stato un attore giapponese.

## Biografia
Attivo nel cinema giapponese dagli anni cinquanta, ha interpretato durante la sua carriera quasi 90 pellicole, tra cui La donna di sabbia (1964) di Hiroshi Teshigahara.
Ha raggiunto una discreta fama anche in Europa per aver preso parte al film Hiroshima mon amour (1959) di Alain Resnais.
È morto il 14 settembre 1995, all'età di 75 anni, per un'insufficienza cardiaca.

## Filmografia parziale
- Kenjû tai kenjû, regia di Shigehiro Ozawa (1956)
- Hiroshima mon amour, regia di Alain Resnais (1959)
- Rififi a Tokyo (Rififi à Tokyo), regia di Jacques Deray (1963)
- Missione in Oriente - Il brutto americano (The Ugly American), regia di George Englund (1963)
- La donna di sabbia (Suna no onna), regia di Hiroshi Teshigahara (1964)
- Utage, regia di Heinosuke Gosho (1967)
- Odissea sulla Terra (Uchû daikaijû Girara), regia di Kazui Nihonmatsu (1967)
- L'uomo dal dito d'acciaio (Dankon), regia di Shirô Moritani (1969)
- Indagine su una ninfomane (Jotai), regia di Yasuzō Masumura (1969)
- Chinmoku, regia di Masahiro Shinoda (1971)
- Lady Snowblood, regia di Toshiya Fujita (1973)
- Yakuza (The Yakuza), regia di Sydney Pollack (1974)

## Doppiatori italiani
- Giuseppe Rinaldi in Hiroshima mon amour
- Pino Locchi in Missione in Oriente - Il brutto americano
- Renzo Montagnani in La donna di sabbia
- Michele Malaspina in Odissea sulla Terra